# Nowy Sławacinek
Nowy Sławacinek es un pueblo ubicado en la gmina Biała Podlaska, distrito de Biała Podlaska, voivodato de Lublin, Polonia.

## Superficie
Cuenta con una superficie de 4,100 kilómetros cuadrados.

## Demografía
Hasta 2011 la población era de 284 habitantes, con una densidad de población de 69,27 habitantes por kilómetro cuadrado. Estaba conformada por 145 hombres (51,1%) y 139 mujeres (48,9%), según el censo de la Oficina Central de Estadística.